# 貝爾德 (得克薩斯州)
貝爾德（Baird）是位於美國得克薩斯州卡拉漢縣的一個城鎮。據2010年美國人口普查，貝爾德有人口1496人。貝爾德是卡拉漢郡的郡治。市名來自於馬修·貝爾德，他是德克薩斯太平洋鐵路公司的所有人。